# Valaravano
Valaravano (em latim: Valaravans) foi, segundo a Gética de Jordanes, um nobre grutungo da dinastia dos Amalos do século IV. Era filho de Vuldulfo, respectivamente o filho e irmão dos reis Aquiulfo e Hermenerico, e pai do rei Vinitário, um nobre que em data desconhecida derrotou os antas. Provavelmente seu nome seja originário do gótico *Wala-hrabns, que teria evoluído para Wal-raban ("campo de batalha" mais "corvo").